# Ørestad

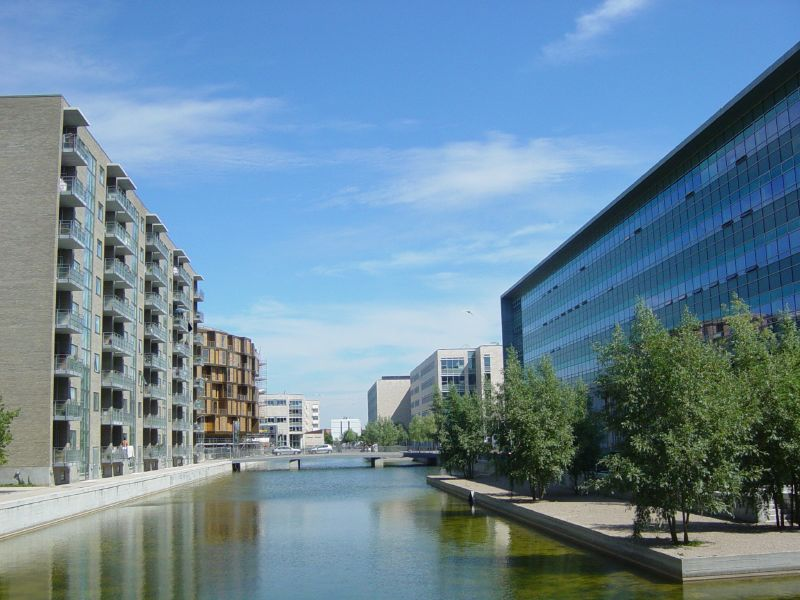
A Karen Blixen park

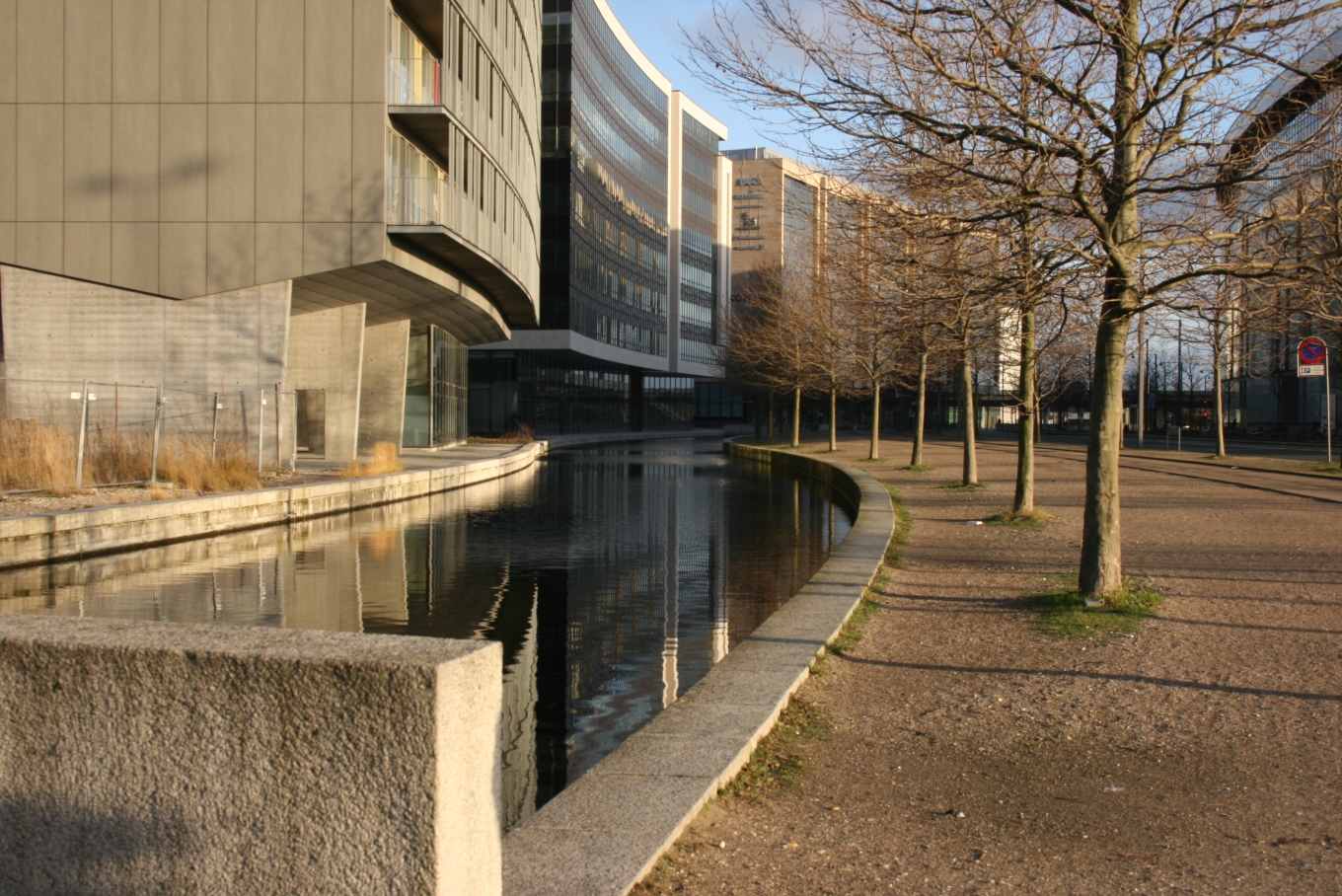
Arne Jacobsens Allé

Ørestad Koppenhága egy új városrésze. A Koppenhágai repülőtér és a városközpont között fekszik, ami előnyös elhelyezkedést jelent az Øresund régió közlekedési hálózatában. Az újonnan beépítésre kerülő terület lehetővé teszi olyan fejlesztések megvalósítását, amelyek méretüknél fogva elképzelhetetlenek lettek volna a régebbi városnegyedekben.

## Történelem
Jóllehet a terület viszonylag közel fekszik a belvároshoz és a repülőtérhez, az 1990-es évekig meglehetősen alulhasznosított volt, mivel katonai gyakorlótér céljára tartották fenn.
Az 1990-es évek elején fogalmazódott meg a szándék, hogy Ørestad Koppenhága új fejlesztési területe legyen. Ezt a célt alátámasztotta az Øresund híd megépítéséről szóló döntés, valamint az a törekvés, hogy az Øresund régió egy közös dán-svéd növekedési pólussá váljon. 1992-ben konzorciumot hoztak létre a terület fejlesztésére, amelynek ezen kívül az is feladata volt, hogy fejlesztési területek értékesítésével teremtse meg a Koppenhágai metró finanszírozásának alapjait. A konzorciumban a koppenhágai önkormányzat 55%-os, a dán állam 45%-os részt birtokolt.
A területre 1994-ben építészeti tervpályázatot írtak ki, melynek során a finn ARKKI tervezőiroda nyerte el a beépítési terv elkészítésének jogát. Ørestad legalább 20 000 lakó- és 80 000 munkahelynek ad majd otthont.
2007-ben az Ørestad konzorciumot a hasonló tulajdoni háttérrel rendelkező metró konzorcium váltotta fel.

### Külső hivatkozások
- Hivatalos honlap Archiválva 2008. szeptember 17-i dátummal a Wayback Machine-ben (dán, angol)
- Ørestad[halott link], Koppenhága község (angol)